# Rey Vásquez
Jaime Arturo Vásquez Blanco conocido como Rey Vásquez(1938 - Bogotá; 17 de septiembre de 2021)fue un actor colombiano de cine, teatro y televisión, reconocido principalmente por sus papeles en producciones como Don Chinche, La toma de la embajada, La Tormenta y Pobre Pablo.

## Biografía

### Carrera
Vásquez inició su carrera en la década del año 1960, apareciendo en producciones como Aquileo Venganza, Destino: la ciudad y Cada voz lleva su angustia. A comienzos del año 1980, obtuvo reconocimiento en su país con su interpretación del ladrón conocido como El Galo en el seriado Don Chinche, lo que lo llevó a participar en otras populares producciones en esa misma década como Gallito Ramírez, Romeo y Buseta y también Cóndores no entierran todos los días.
Entre sus últimas apariciones en la televisión colombiana destacan las telenovelas El Zorro: la espada y la rosa, Sin senos no hay paraíso y Bella Calamidades.

### Últimos años y fallecimiento
Vásquez vivió sus últimos años en un hogar que acoge a actores colombianos de escasos recursos en su vejez.Aquejado por el COVID-19 y con problemas de diabetes, tuvo que internarse en la clínica de la Fundación Cardioinfantil de Bogotá el 6 de septiembre de 2021. Falleció el 17 del mismo mes por complicaciones con la enfermedad, a los ochenta y tres años.

## Filmografía destacada

### Cine
- 2013 - Pulenta: Afrocolombian Son
- 2010 - Silencio
- 2007 - Oasis terminal
- 2005 - Bifurcación
- 2000 - La toma de la embajada.
- 1987 - El niño y el Papa.
- 1984 - Cóndores no entierran todos los días.
- 1983 - Ajuste de cuentas
- 1981 - La agonía del difunto.
- 1981 - Canaguaro.
- 1980 - Taxi mortal
- 1968 - Aquileo Venganza.
- 1965 - Cada voz lleva su angustia.

### Televisión
- 2010: Bella Calamidades en el personaje de Don Teodoro Parrado.
- 2008: Sin senos no hay paraíso.
- 2007: El Zorro: La espada y la rosa.
- 2005: La Tormenta en el personaje de Padre Benito.
- 2000: Pobre Pablo.
- 1993: N.N. en el personaje de Agente de policía Caviedes.
- 1993: Café con aroma de mujer en el personaje de El Galtero.
- 1987: Romeo y Buseta en el personaje de Cruceto.
- 1986: Gallito Ramírez en el personaje de Pacho Bolillo.
- 1982: Don Chinche en el personaje de Galafardo "El Galo".
- 1977: Un largo camino.
- 1972: Caso juzgado.
- 1967: Destino: la ciudad.